# Kryszkowice
Kryszkowice [pronunciación en polaco: /krɨʂkɔˈvit͡sɛ/] es un pueblo ubicado en el distrito administrativo de Gmina Wierzbinek, dentro del Distrito de Konin, Voivodato de Gran Polonia, en el oeste de Polonia central. Se encuentra aproximadamente a 4 kilómetros al norte de Wierzbinek, a 32 kilómetros al noreste de Konin, y a 108 kilómetros al este de la capital regional Poznań.